# Перетягивание каната на Всемирных играх 1981

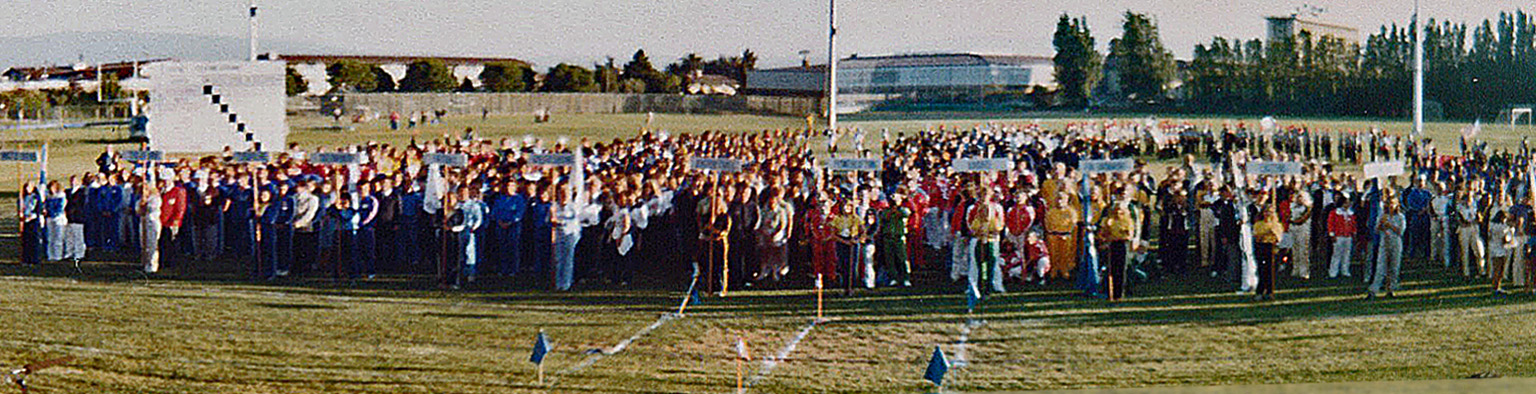
Церемония открытия игр перед стартом соревнований по перетягиванию каната

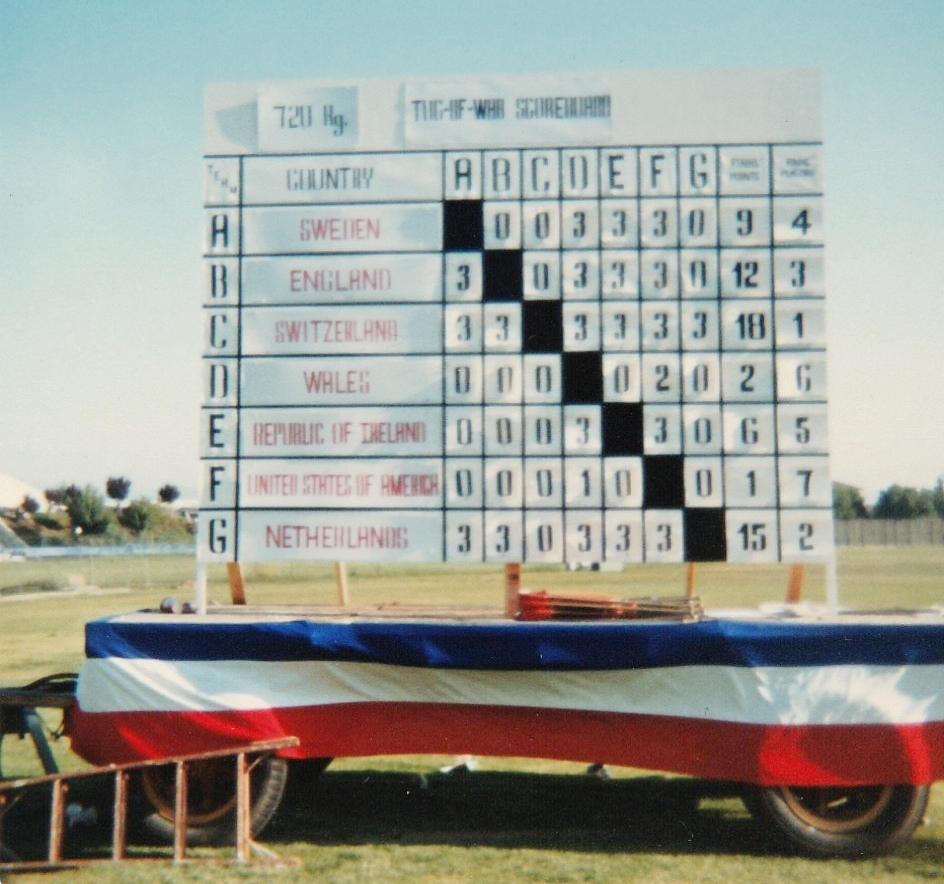
Табло с результатами соревнований в категории до 720 кг

Перетягивание каната на Всемирных играх 1981 включало соревнования в двух весовых категориях: до 640 кг и до 720 кг (по суммарной массе участников одной команды). Соревнование по перетягиванию каната в категории до 640 кг стало первым в истории первых Всемирных игр и прошло сразу же после церемонии открытия на стадионе «Бак Шоу» в Санта-Кларе (штат Калифорния).
Оба комплекта наград достались атлетам из Швейцарии, Нидерландов и Англии. Команду Швейцарии представляли спортсмены из Энгельберга, сборную США представляла команда из Орфордвилля (штат Висконсин). Соревнования судил англичанин Альберт Сэбин, который был родом из Бирмингема, однако в интервью он уточнил, что является уроженцем именно британского города, а не одноимённого города из Алабамы[значимость факта?].

## Медалисты
| Event     | Золото | Серебро | Бронза |
| --------- | --- | --- | --- |
| Мужчины   | | | |
| До 640 кг | Англия · Брайан Джонс · Эрик Саттон · Джо Кричлоу · Джон Кричлоу · Луан Торр · Марк Аптон · Рон Кричлоу · Роулэнд Пирсон                           | Швейцария · Андреас Арнольд · Пауль Хюршлер · Петер Одерматт · Петер Шляйсс · Рюди Арнольд · Зепп Бюнтер · Вальтер Бернхард · ещё один спортсмен | Нидерланды · Андре Дикман · Бенни Смейтинг · Геррит Брюл · Харри Равенслоот · Херман Геесинк · Йохан де Йонг · Нико Венне · Тоон те Бооме |
| До 720 кг | Швейцария · Альберт Файерабенд · Андреас Арнольд · Ганс Рюхен · Карл Лангенштейн · Петер Одерматт · Петер Шляйсс · Рюди Арнольд · Вальтер Бернхард | Нидерланды · Альберт Веенк · Хенк Хемминг · Ян Бёсинк · Йохан де Йонг · Нико Венне · Нико Верстеег · Тоон те Бооме · Тоон ван Кулемборг          | Англия · состав неизвестен |

## Полные результаты

### До 640 кг
1. Англия — 15 очков
2. Швейцария — 14 очков
3. Нидерланды — 11 очков
4. Ирландия — 10 очков
5. Швеция — 6 очков
6. Уэльс — 6 очков
7. США — 1 очко

### До 720 кг
1. Швейцария — 18 очков
2. Нидерланды — 15 очков
3. Англия — 12 очков
4. Швеция — 9 очков
5. Ирландия — 6 очков
6. Уэльс — 2 очка
7. США — 1 очко